# Jamella vexans
Jamella vexans är en insektsart som beskrevs av Medler 1990. Jamella vexans ingår i släktet Jamella och familjen Flatidae. Inga underarter finns listade i Catalogue of Life.